# ラインストーン

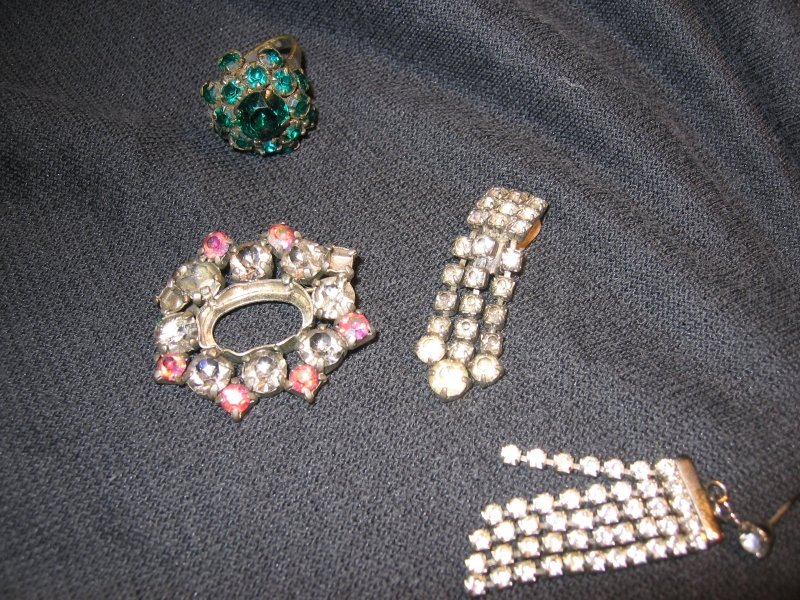
ラインストーン

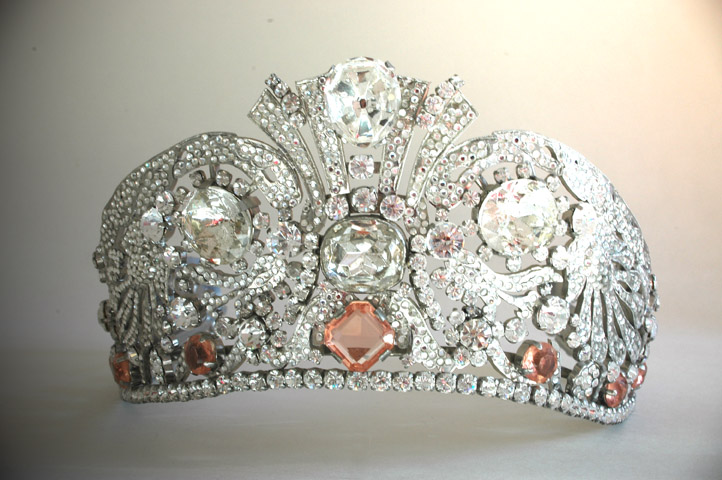
ラインストーンを用いたティアラ

ラインストーン(rhinestone)は、ファセット・カットされた水晶、ガラスまたはアクリル樹脂製のダイヤモンド類似石を指す。模造宝石の一種で、今日では裏面に金属を真空蒸着したものが一般的である。なお宝石の模造技法としてはフォイルバックという。

## 形状
裏面が尖った、宝石をファセットカットした形状そのままのタイプと、石のクラウン部分のみを模した、裏面が平らなタイプとがある。
裏面が尖ったタイプは主に専用の枠に接着して使用する。
裏面が平らなタイプはそのまま衣服などに貼り付けて装飾に利用する。石の平らな底面に接着剤が塗布されており、加熱されると溶融し衣類の表面に付着する、ホットフィットやホットフィックスと呼ばれるタイプのものがある。これらの接着にはアイロンを用いてもよいが、シャツやズボン用のプレッサーを用いる方が推奨される。プレッサーはアイロンより高温が出せるし、重圧をかけられるのでより高い接着品質が期待されるからである。

## 歴史
もともとは、ダイヤモンドの代用品に使われたライン川で拾った水晶を指していた。18世紀にアルザスの宝石商ゲオルク・フリードリヒ・ストラスは、ガラスの底部に金属粉末を塗布しダイヤモンドのように見せるアイデアを思いつき、この手のダイヤモンド類似石の需要が一気に増加した。ラインストーンは、今日でも多くのヨーロッパ諸言語で彼の名を取りストラスと呼ばれている。今日では、ラインストーンメーカーの中にはシンチレーション、ブリリアンシー、ディスパーションといった本物のダイヤモンドが太陽光下で見せるきらめきまで再現できる技術を有するところもある。
1955年には、真空中にて高温に熱しイオン化した金属蒸気を熱した水晶にあて、その表面に薄膜を形成し、遊色効果を生みだす技術がスワロフスキー社によって開発され、その製品は極光、すなわちオーロラとして知られる自然現象にちなみ、オーラクリスタルと名付けられた。オーラクリスタルは呈するその色にちなんで名付けられる場合が多く、具体例としては水の青に由来するアクアオーラや、空の青に由来するコスモオーラがある。

## 用途
ラインストーンは被服、アパレル、ジュエリーに用いられるのが典型であり、それらは、主にオーストリアのスワロフスキー社と、チェコ共和国のプレシオサ社、およびボヘミア北部にある数ヶ所のガラス工場で生産されている。それゆえアメリカ合衆国においては、これらはオーストリア・クリスタルと呼ぶことがある。一方スペイン語圏ではクリスタル・デ・ボヘミア（ボヘミアクリスタル）と呼ぶ。
近年の日本では、裏面が平らなタイプがデコレーション携帯電話やネイルアートによく使われ、入手しやすくなったので、模型のライトの部品などに転用するモデラーもいる。

## 規格
ラインストーンでは SS (Stone Size) という語の後ろに数字を続けて記すことで大きさを示す規格がある。例えばSS4は直径が約1.5-1.7mm、SS22は約4.9-5.1mmである。一般的には SSはアパレル用途のラインストーンに使用され、ジュエリー用途のそれでは PP(Pearl Plate) が使用される。
ただしPPはSSと逆で数字の後ろにPPを記し、数値もSSとは異なる。
具体的には、PPは1PP(直径約0.8-0.9mm)からはじまって約0.1mm単位で数値が1ずつ増え、最大33PP(約4.1-4.2mm)に至るが、SSはSS000(同じく直径約0.8-0.9mm)から始まりSS00, SS0, SS1と続く。SSの数値の増え方は石の径に依存し、SS4-SS22間はおおむね0.2mm単位で1ずつ増えるが、それ以上以下ではまた異なるミリ数で数値が増減する。

## アメリカ芸能史との関連
ラインストーンがちりばめられたヌーディースーツ Nudie suit は、1940年代ヌーディーコーン (Nudie Cohn) によって発明されたが、実際には闘牛士の正装、トラヘ・デ・ルーセスTraje de luces (英語版) をアメリカナイズしたものである。ヌーディースーツのラインストーンは、しばしばスパンコールで代用される。
こうしたラインストーンによる過剰な演出を施した衣装はカントリーミュージックの歌手にとどまらず、エルビス・プレスリーやピアニストのリベラーチェなども愛用した。マイケル・ジャクソンはラインストーンの手袋を愛用しており、後に彼を表すシンボルの1つに数えられた。
1974年にデヴィッド・アラン・コウ David Allan Coe (英語版) はアルバム「ミステリアス・ラインストーン・カウボーイ」The Mysterious Rhinestone Cowboy (英語版) をリリースし、1977年には曲「長髪のレッドネック」の中で再び自身をラインストーン・カウボーイと言及した。1975年にグレン・キャンベルは、歌「ラインストーン・カウボーイ」Rhinestone Cowboy (英語版) でトップヒットを飛ばし、彼自身「ラインストーン・カウボーイ」として知られるようになった。この歌は1984年のシルベスター・スタローンとドリー・パートンが主演した映画「クラブ・ラインストーン/今夜は最高!」の元ネタになった。